# Hyotissa hyotis
Espèce
Synonymes
- voir paragraphe #Synonymes

Hyotissa hyotis est une espèce de mollusque bivalve tropical, de la famille des Gryphaeidae (dans l'ordre des Ostreoida, les huîtres).

## Synonymes
- Mytilus hyotis Linnaeus, 1758
- Ostrea hyotis (Linnaeus, 1758)
- Ostrea radiata Lamarck, 1819
- Pycnodonta hyotis (Linnaeus, 1758)

## Description et caractéristiques
C'est une huître énorme, qui peut dépasser les 25 cm de diamètre, trapue et robuste. On la reconnaît à son ouverture en forme de zigzag très marquée (comme certaines autres espèces telle Lopha cristagalli, mais les Hyotissa matures sont beaucoup plus massives). La coquille est généralement couverte d'épibiontes (algues, bryozoaires...) mais rarement d'éponges. A l'intérieur, le manteau est sombre et peu orné. L'intérieur de la coquille est nacré, et bleu-violacé vers l'ouverture. 
Cette espèce se nourrit essentiellement de plancton, qu'elle filtre dans l'eau.

## Galerie

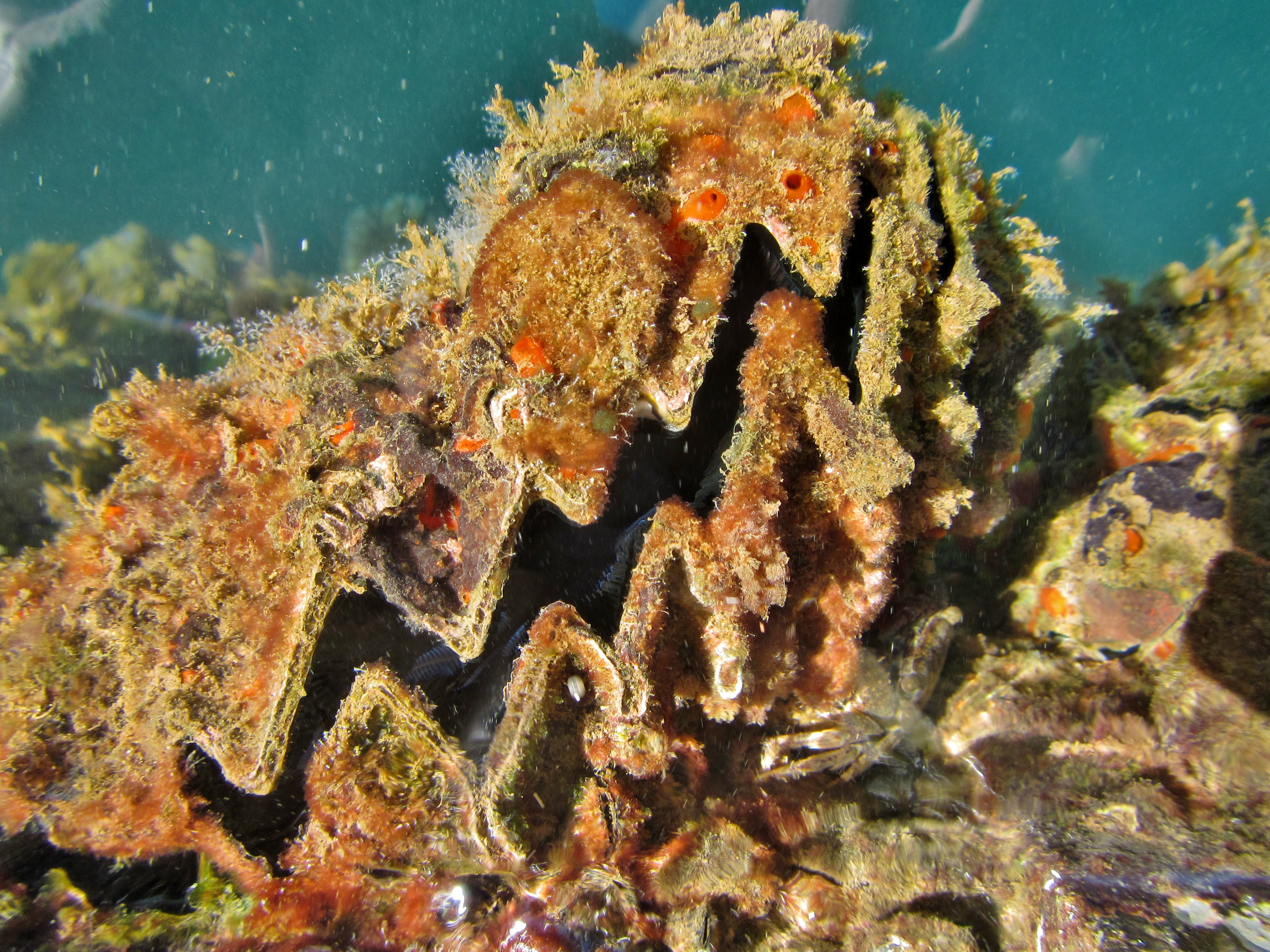
Spécimen à très faible profondeur à Mayotte
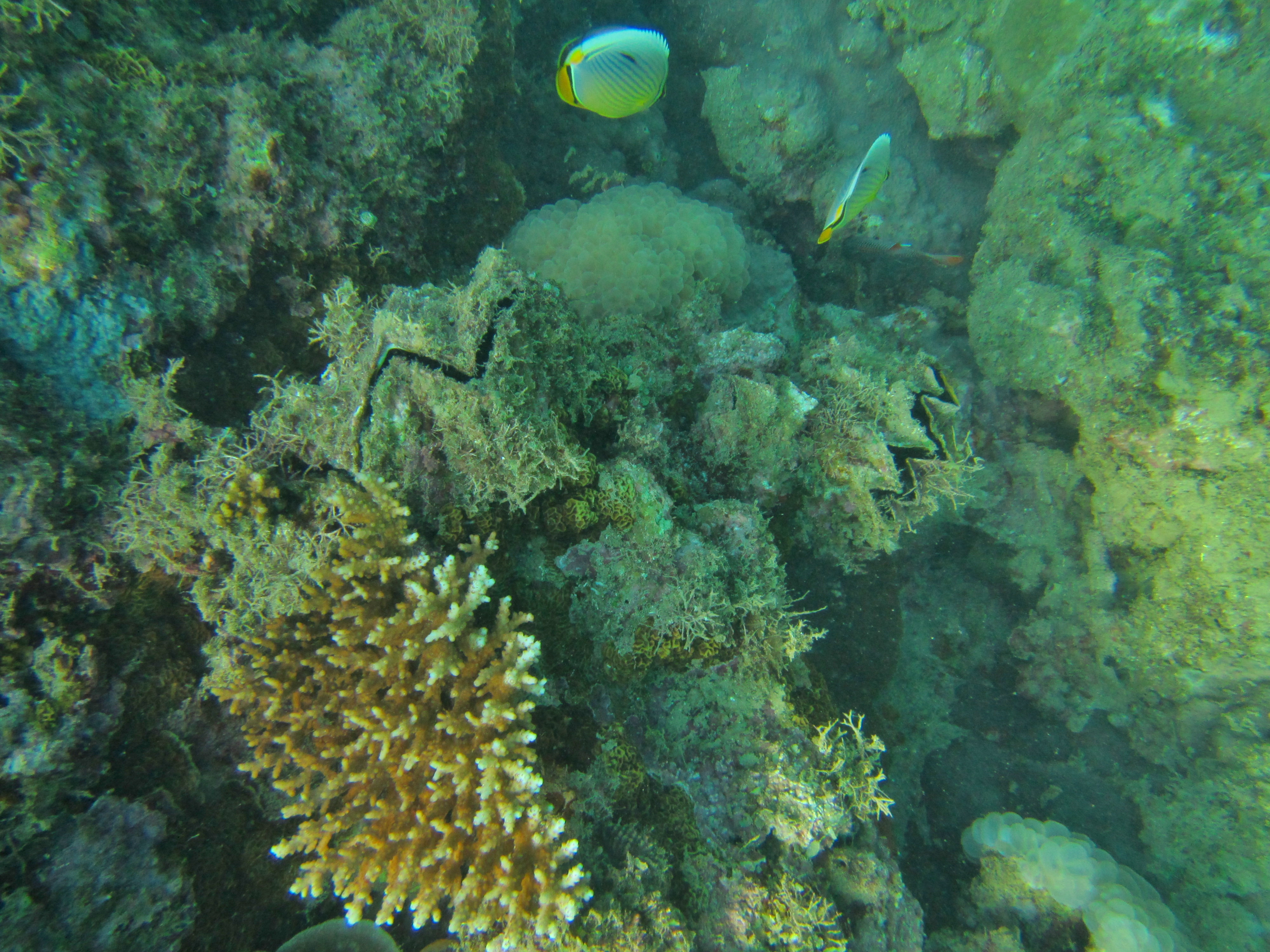
Spécimens vivant plus profond
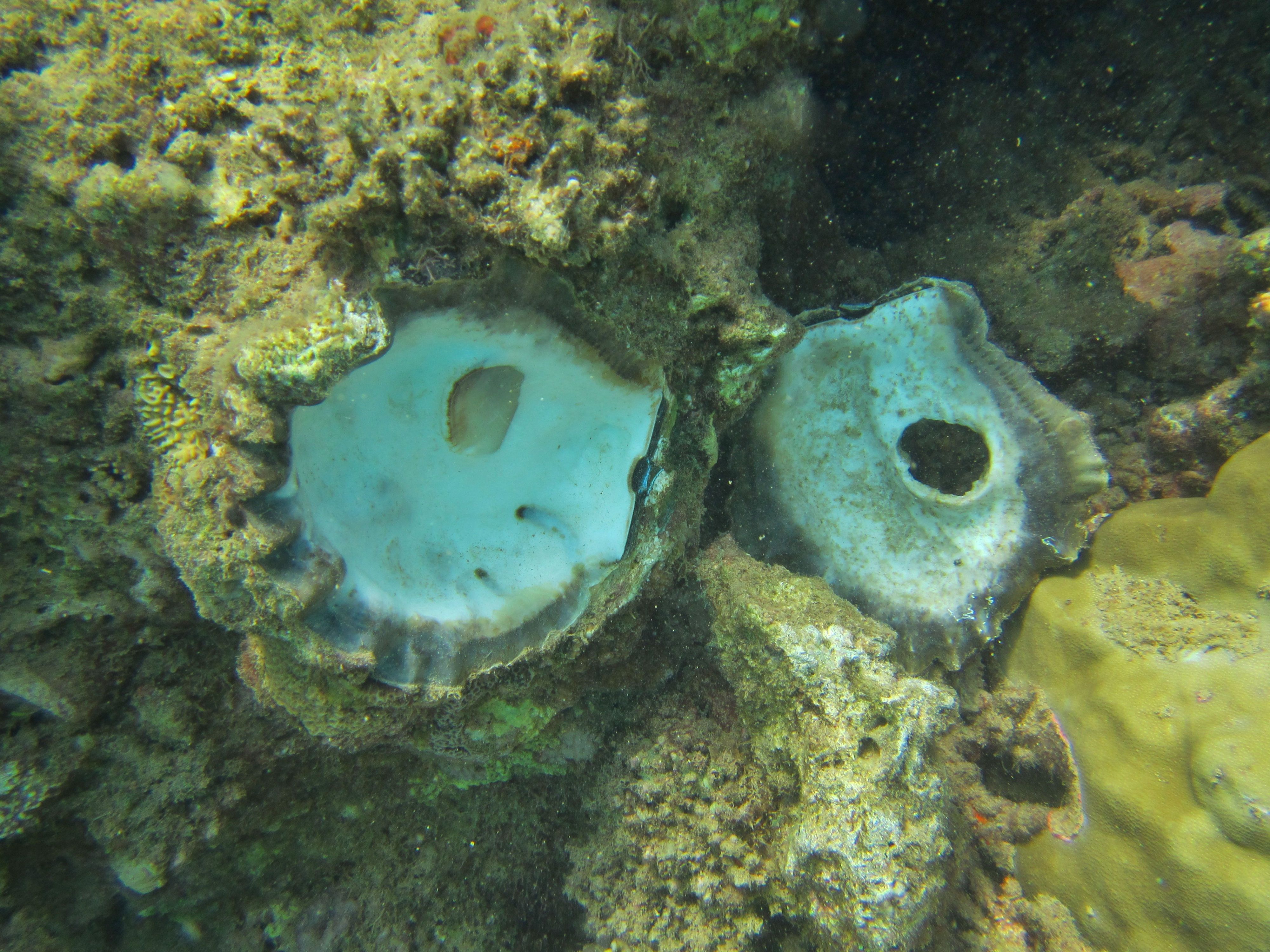
Spécimen fraîchement mort

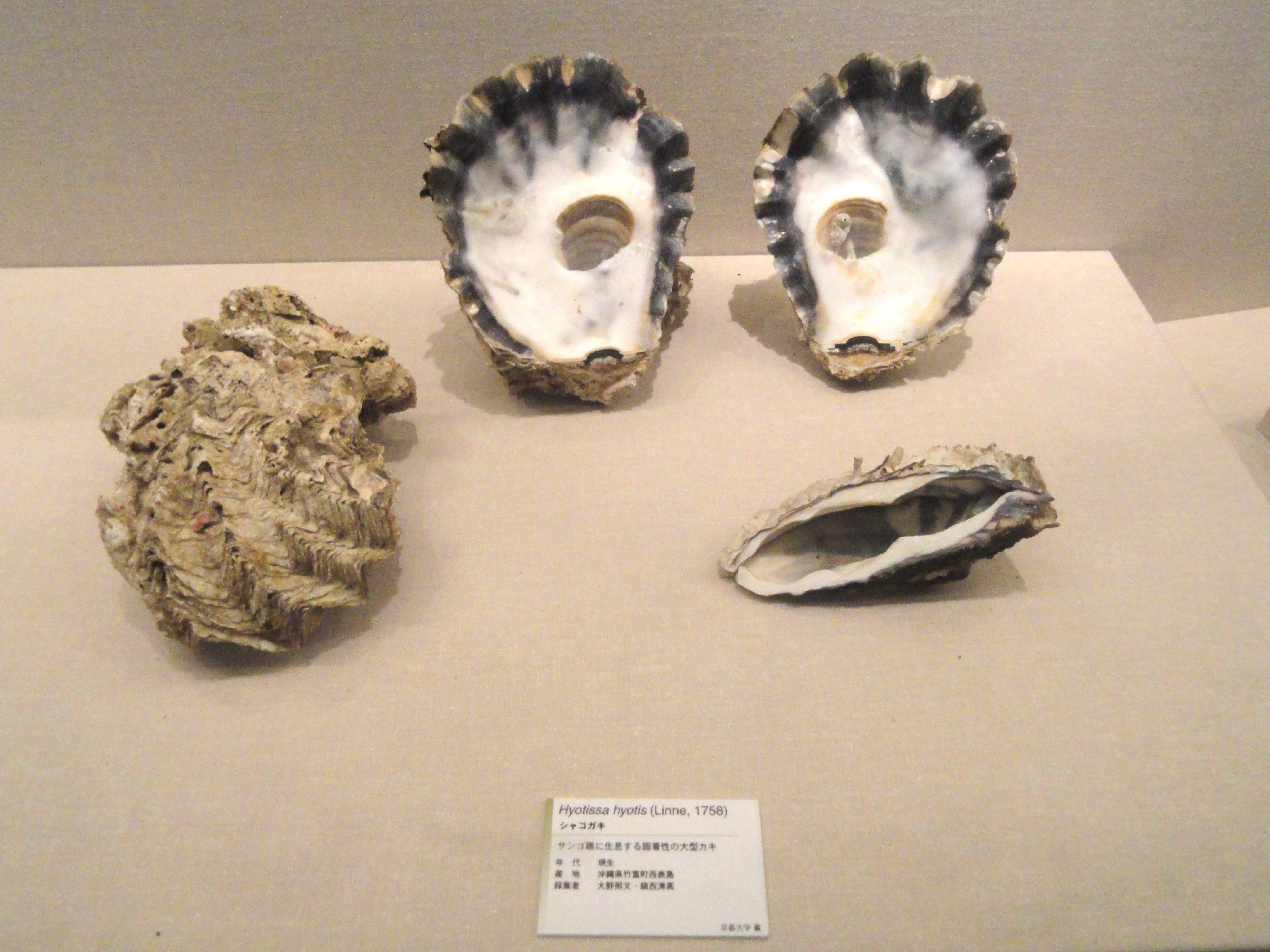
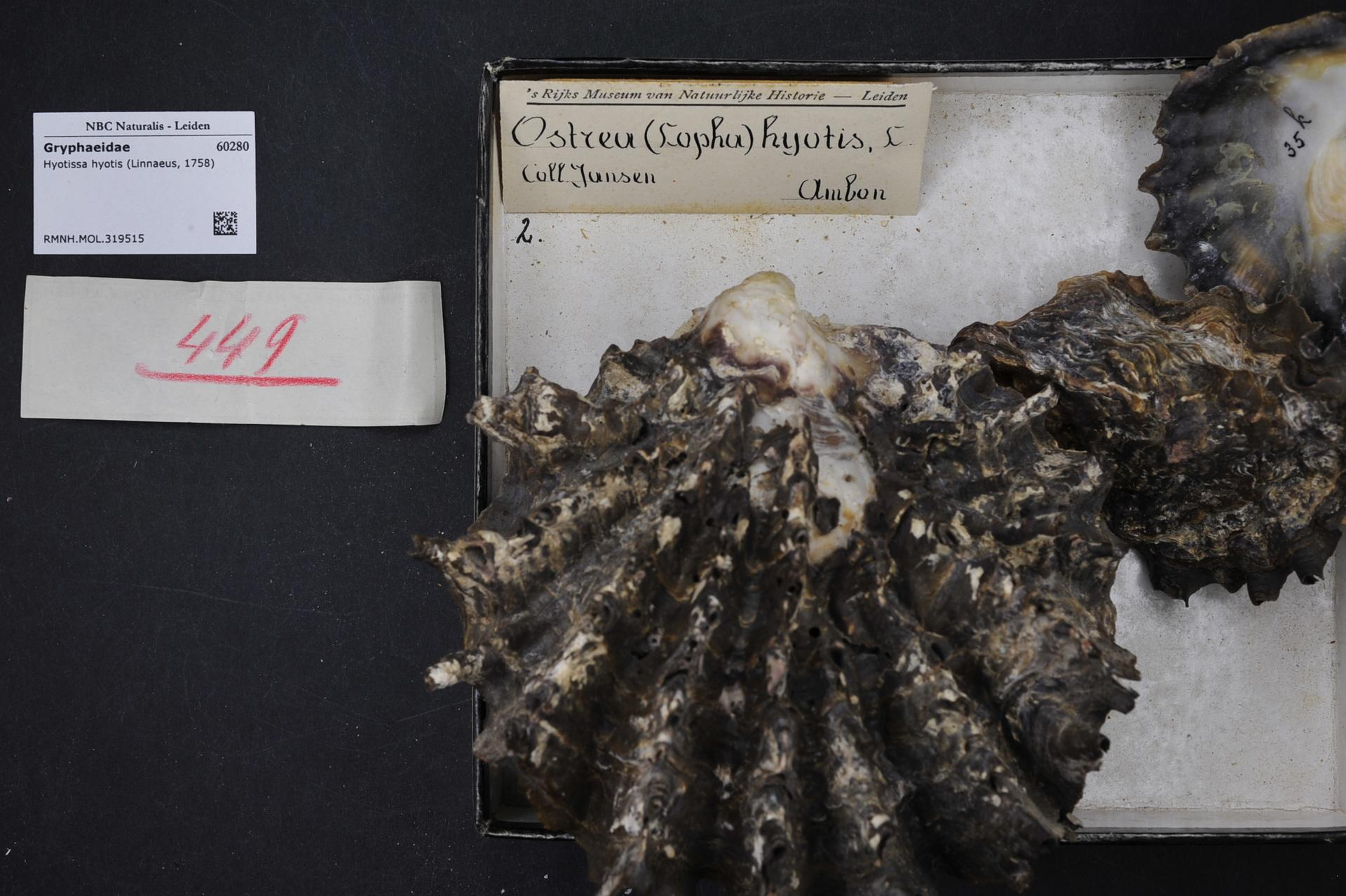
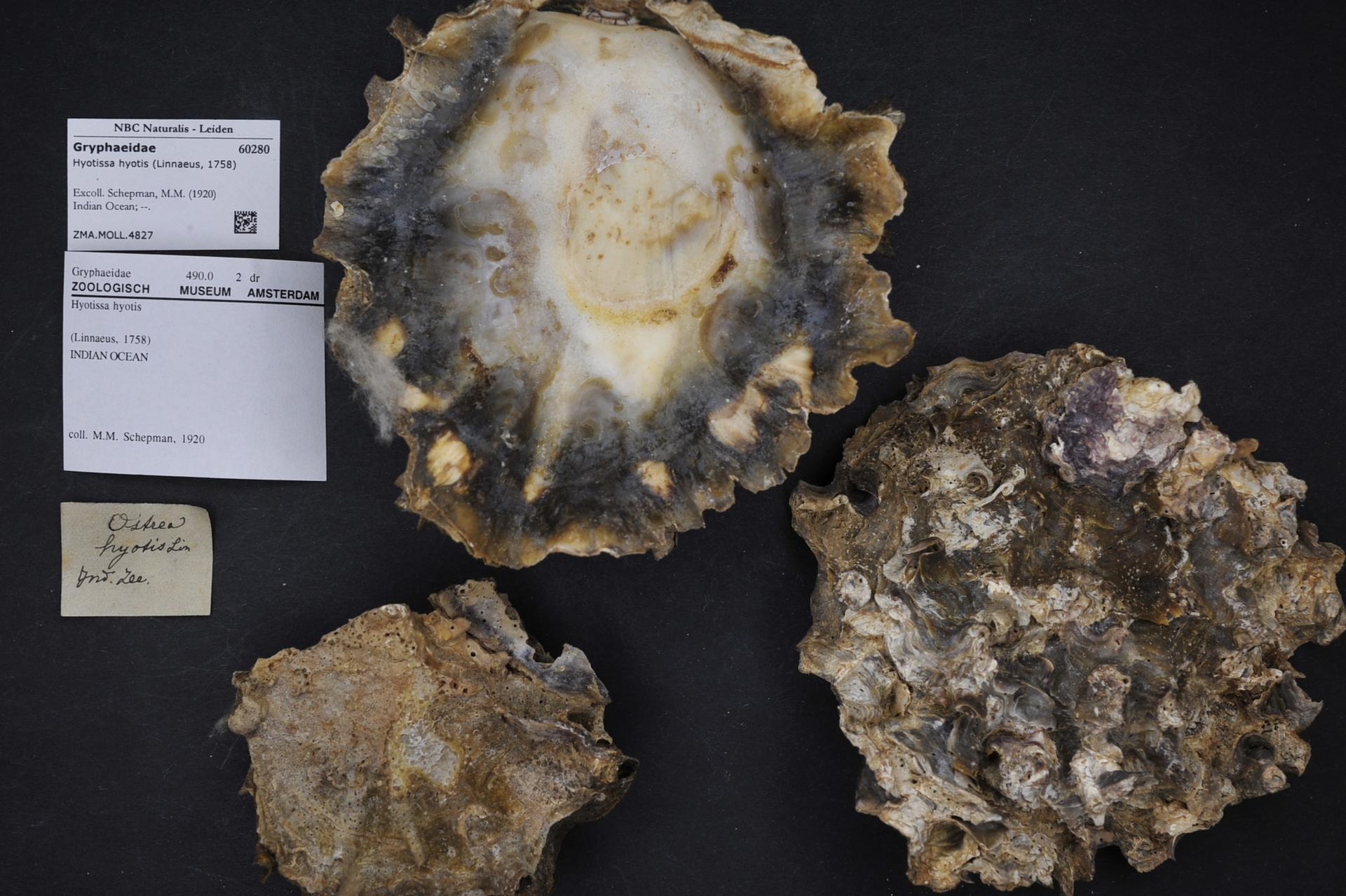

## Habitat et répartition
C'est une espèce répandue dans l'Indo-Pacifique tropical, entre la surface et environ 30 m de profondeur. 
Récemment, cette espèce a été observée aux Caraïbes, où elle ne semble cependant pas spécialement invasive.